# Евтропија Херсонска
Евтропија Херсонска (рођ. Екатерина Леонтјевна Јасаенкова, Херсон 1863 - 1968), монахиња, преосвећена, локално поштована светитељка Херсонске епархије.
Православна црква помиње свету Евтропију 16. марта (смрт), 30. октобра (откривање моштију) (Херсон) и у Сабору херсонских светитеља.
Рођена је 24. новембра 1863. године у селу Бела Криница, Херсонска губернија, у породици Леонтија и Агафије. Са 12 година била је узета на старање женске монашке заједнице у Алешковској слободи у Тавријској губернији. У заједници сестара Екатарина је научила да чита и пише и да ради ручне радове, док је истовремено учила да се моли и чита Свето Писмо.
Убрзо је заједница добила статус Успенског манастира, а Катарина је примила монашки постриг са именом Евтропија у част свете мученице Евтропије Александријске. Њено монашко послушање било је читање и певање у певници.
Мајка Евтропија је била сведок процвата Алешковског манастира. Изграђене су велелепне цркве и манастирске зграде, а у манастиру је основана школа за сирочад.
После Октобарске револуције манастир је укинут, цркве затворене, а монахиње растурене. Монахиња Евтропија, као и многи други становници манастира, отишла је у Херсон, где се настанила у области Киндијских салаша (данас село Киндијка), недалеко од цркве Рођења Богородице. Ово место није случајно изабрано. Иза Дњепра су биле мајчине вољене Алешке, које су до тада преименоване у Тјурупинск.
Зарађивала је шивајући ћебад. Редовно је ишла у цркву, где су се молиле и друге монахиње из Алешковског манастира. 1938. године храм је затворен, након чега су се монахиње окупиле у приватној кући. Сестре су се бринуле једна за другу и подржавале једна другу на сваки начин.
Током Другог светског рата у Херсону су почеле да се отварају раније затворене цркве. Године 1941. отворена је и црква Киндиа. Неколико година живела је у згради која се налазила у кругу цркве. Желећи више самоће, убрзо се преселила у малу кућу која се налази у близини цркве Киндиан. Док је имала снаге, читала  је и певала у хору. Када је ослабила, села је на клупу поред певнице и молила се. Никада није пропуштала црквене службе.
Живела је у малој привременој згради. Стан је био једноставан, колиба од плетера са једном собом и малим ходником. Многи су долазили да је виде, чувши за њену видовитост и уздајући се у снагу њене молитве, двориште је увек било пуно људи. Мајка је све примила у своју собу, седећи на малој клупи поред њеног кревета. Али нико никада није видео мајку како лежи на кревету, чак и ако је била болесна.
Бројни посетиоци су јој доносили поклоне, али је она навикла да се задовољава просфором и светом водицом. зато је приносе делила сиромашнима, потребитима или људима који су јој дали уточиште.
Њена духовна деца су сведочила да је мајка носила ланце на ногама. Увек је у рукама имала Јеванђеље које је непрестано читала.
Понекад је слала своју децу светом Амфилохију Почајевском, са којим је такође комуницирала. Са мајком Евтропијом је општио и архиепископ Јован (Лавриненко), исповедник вере који је био у пензији у Херсону.
Мати Евтропија је често примала Свете Христове Тајне. Причестио ју је настојатељ храма Рођења Богородице у Киндијки протојереј Јован Гасјук, који је живео у близини.
Умрла је 29. марта 1968. године у 105. години. Опело је обављено у киндијској цркви Рођења Пресвете Богородице пред великим мноштвом верника. Сахрањена је на гробљу Киндиа. На њеном гробу многи су добили благословену помоћ и исцељење за себе.
12. новембра 2009. године откривене су мошти монахиње Евтропије и пренете у Саборни храм Светог Духа у граду Херсону, где се налазе до данас.
Одлуком Светог синода Украјинске православне цркве од 23. децембра 2010. монахиња Евтропија је канонизована за локално поштовану светитељку Херсонске епархије. Дана 9. августа 2011. године у Саборном храму Светог Духа у Херсону одржана је канонизација Свете Евтропије Херсонске.